# Raphaël Onana
Pour les articles homonymes, voir Onana.
 (décembre 2022).
Si vous disposez d'ouvrages ou d'articles de référence ou si vous connaissez des sites web de qualité traitant du thème abordé ici, merci de compléter l'article en donnant les références utiles à sa vérifiabilité et en les liant à la section « Notes et références ».
 (décembre 2022).
Raphaël Onana, né le 14 juillet 1919 à Poupouma au village de Nkol Okala, au nord-ouest de Yaoundé, dans la Province du Centre, au Cameroun, et mort le 11 novembre 2002 à Yaoundé, est un militaire et magistrat naturalisé français d'origine camerounaise. Il a aussi été président de l'Union fraternelle des anciens combattants d'expression française (UFACEF).

## Biographie

### Enfance, formation et débuts
Raphaël Onana est né le 14 juillet 1919 à Poupouma au village de Nkol Okala, au nord-ouest de Yaoundé, dans la Province du Centre, au Cameroun.
Il est élevé par sa mère Régina Awundza, qui était une Béti et parlait un dialecte éton. Il vient d'une fratrie de sept enfants, dont quatre grands frères nés entre 1910 et 1919, tous morts de maladie, et deux sœurs, Zobo née en 1910 et Ng'Onana née en 1922.
Ékongo Akon'Awana, le père de Raphaël, était un guerrier des Bakassa, originaire de la Région de l'Adamaoua. Avec sa première épouse, Métila, il eut une fille, demi-sœur de Raphaël, Johanna Ngazomo Métila. Ékongo est un prénom signifiant la lance ou le javelot, un symbole guerrier représentant des armes utilisées pendant les guerres tribales. L'homme mourut à l'âge de 33 ans en 1922, lorsque Raphaël avait seulement 3 ans.
Raphaël, seul héritier de son père, à la suite de la mort de ses grands frères, était promis à un avenir glorieux. L'adjectif « blindé » apparaissant dans le titre de son œuvre, est une référence directe à cette période de sa vie.
Le 17 juin 1939, il s'est volontairement engagé dans la Milice du Cameroun, au 1er régiment de tirailleurs du Cameroun. Grâce à sa stature imposante, notamment son 1,88 m, et ses compétences stratégiques, il acquiert le grade de sergent, puis de sergent-chef ACL (Ambulance chirurgicale légère). Il est fait citoyen français en 1951.

### Le choix du nom de famille Onana
Raphaël Onana a choisi de prendre le nom de sa sœur cadette, Ng'Onana (née en 1922), au lieu de prendre le nom de son père Akon'Awana, en raison des crimes de guerre que ce dernier avait commis au village de Poupouma.

### Carrière

#### Seconde Guerre mondiale
Dès la création des Forces françaises libres, 1er juillet 1940, les miliciens du Cameroun la rejoignent sous l'impulsion du général Philippe Leclerc de Hauteclocque. Ainsi, Raphaël Onana participe à la campagne du Gabon de novembre 1940, ainsi qu'à la campagne de Syrie, de juin à décembre 1941. Il est enrôlé en tant que sergent au 1er régiment de tirailleurs du Cameroun, classe 1939, matricule 7 776. Les fusils du régiment étaient des Lebel modèle 1886.
Le 28 décembre 1941, Onana est affecté en Afrique du Nord. Il est ainsi le compagnon d'armes des combattants de la Bataille de Bir Hakeim. Raphaël Onana déclare, à propos du général allemand, Erwin Rommel : « Le renard du désert se croit supérieur à nous, ignorons son arrogance et soyons plus malin qu'un ratel. »
Durant la nuit du 10 au 11 juin 1942, à Bir Hakeim, l'ancien milicien camerounais est fait prisonnier et est grièvement blessé par plusieurs balles de 9 × 19 mm Parabellum d'une mitraillette Schmeisser MP40 . Il est soigné à Naples en Italie et est amputé de la jambe gauche pendant sa captivité, qui dure cinq mois. À la suite d'une négociation par la convention internationale, il est échangé comme prisonnier de guerre en novembre 1942. Rapatrié, il est déclaré « Réformé Définitif » en avril 1943.

#### Après la guerre
Avant l'indépendance du Cameroun, Raphaël Onana a été juge dans les tribunaux français.
Raphaël Onana a été invité au Palais de l'Élysée par le président de la République Charles de Gaulle en décembre 1962 pour recevoir plusieurs décorations, dont celle de l'Ordre national de la Légion d'honneur. Il dit à Charles de Gaulle avant la remise des médailles : « Quand on n'a qu'une seule jambe, elle doit en valoir deux ! Quand on n'entend pas, les yeux doivent en valoir quatre ! »[réf. nécessaire].
Raphaël Onana a combattu aux côtés de Simon Noah Bikié, le grand-père de Yannick Noah. Ainsi, Raphaël Onona resta fortement opposé à la tentative de coup d'état militaire camerounaise du 6 avril 1984 qui causa la mort de son ami, tué par un militaire.
Il est aussi un fervent soutien de l'association UFACEF « Unions fraternelles des anciens combattants d'expression Française ». Ce mouvement a pour objectif de grouper les anciens combattants et anciens militaires francophones répartis dans les différents États autour du globe en créant des amicales d'anciens combattants dans les différents pays. Raphaël a été élu président de l'Amicale des anciens Combattants du Cameroun.

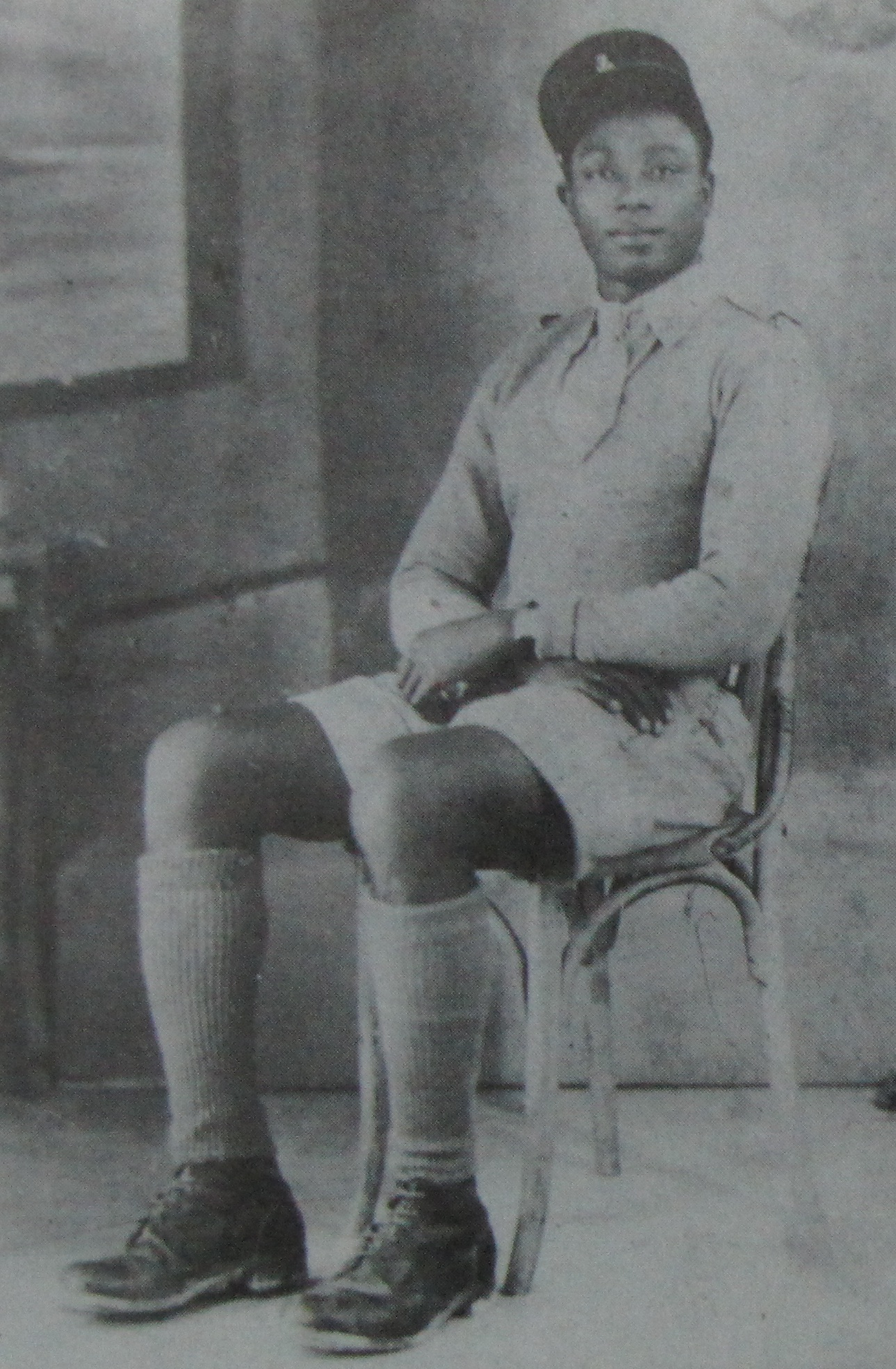
Raphaël Onana sous l'uniforme des soldats des Forces françaises libres (FFL).

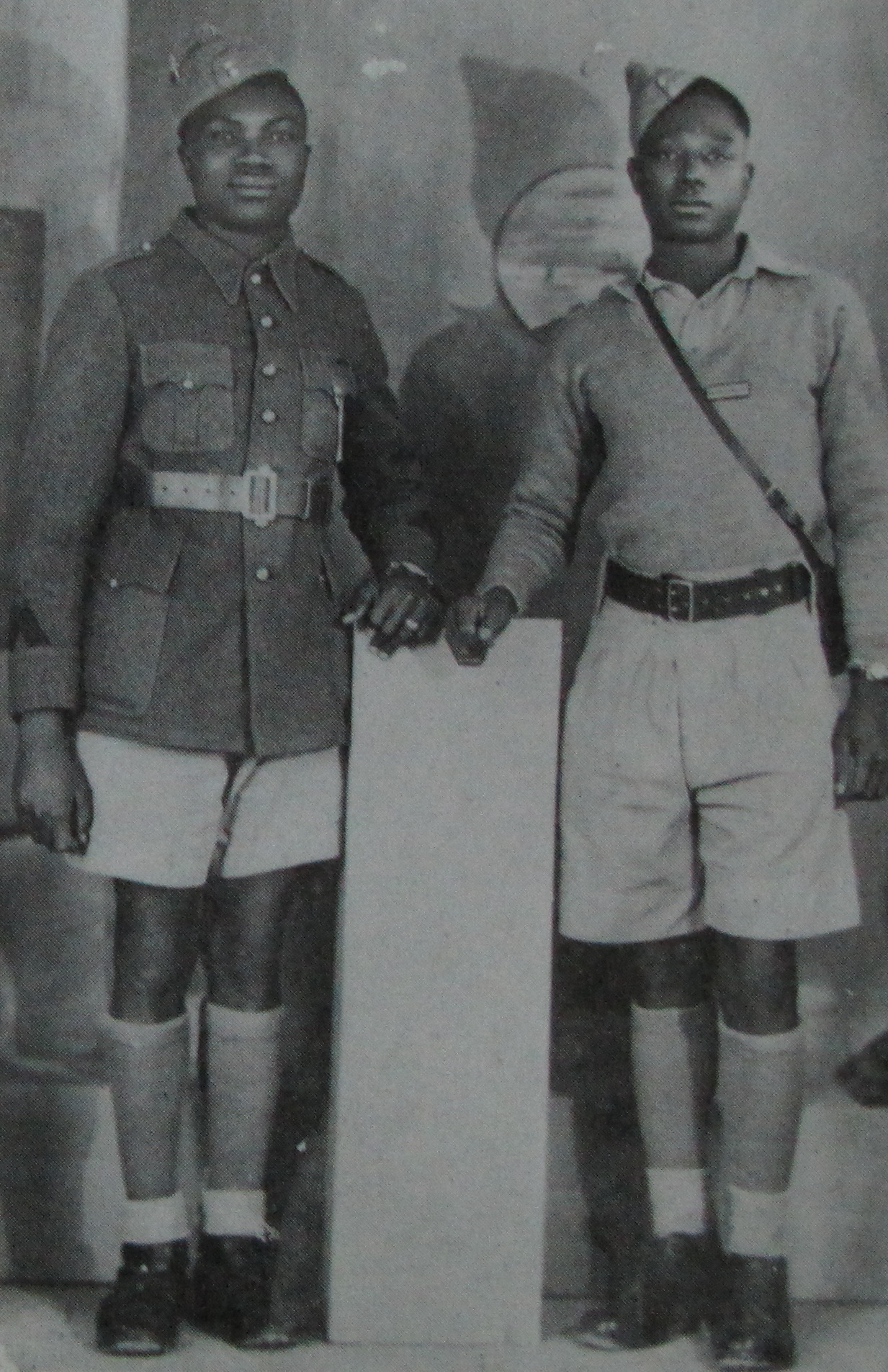
Raphaël Onana, en tenue de milicien (à droite) à 20 ans, en compagnie d'un camarade.

Raphaël Onana meurt le 11 novembre 2002 à Yaoundé.

### Vie privée
Il se marie à l'Église, le 10 novembre 1943, avec Rita Essah Tsimi (décédée en juillet 1992 d'une hypertension artérielle.) C'est le père de dix enfants : Casmile, Jeanne, Étienne, Agrippine Awoundja, Lazare Ékongo, Métila Françoise, Essah Nathalie, Zobo Ostomac, Akamba Marie-Solange et Nsing Marius Patrice.

## Œuvres
Il est l'auteur d'un récit retraçant sa vie en tant que soldat :
Raphaël Onana, Un homme blindé à Bir-Hakeim : Récit d'un sous-officier Camerounais qui a fait la guerre de 39-45, France, Paris, Éditions L'Harmattan, 1996, 272 p. (ISBN 2-7384-4239-0)

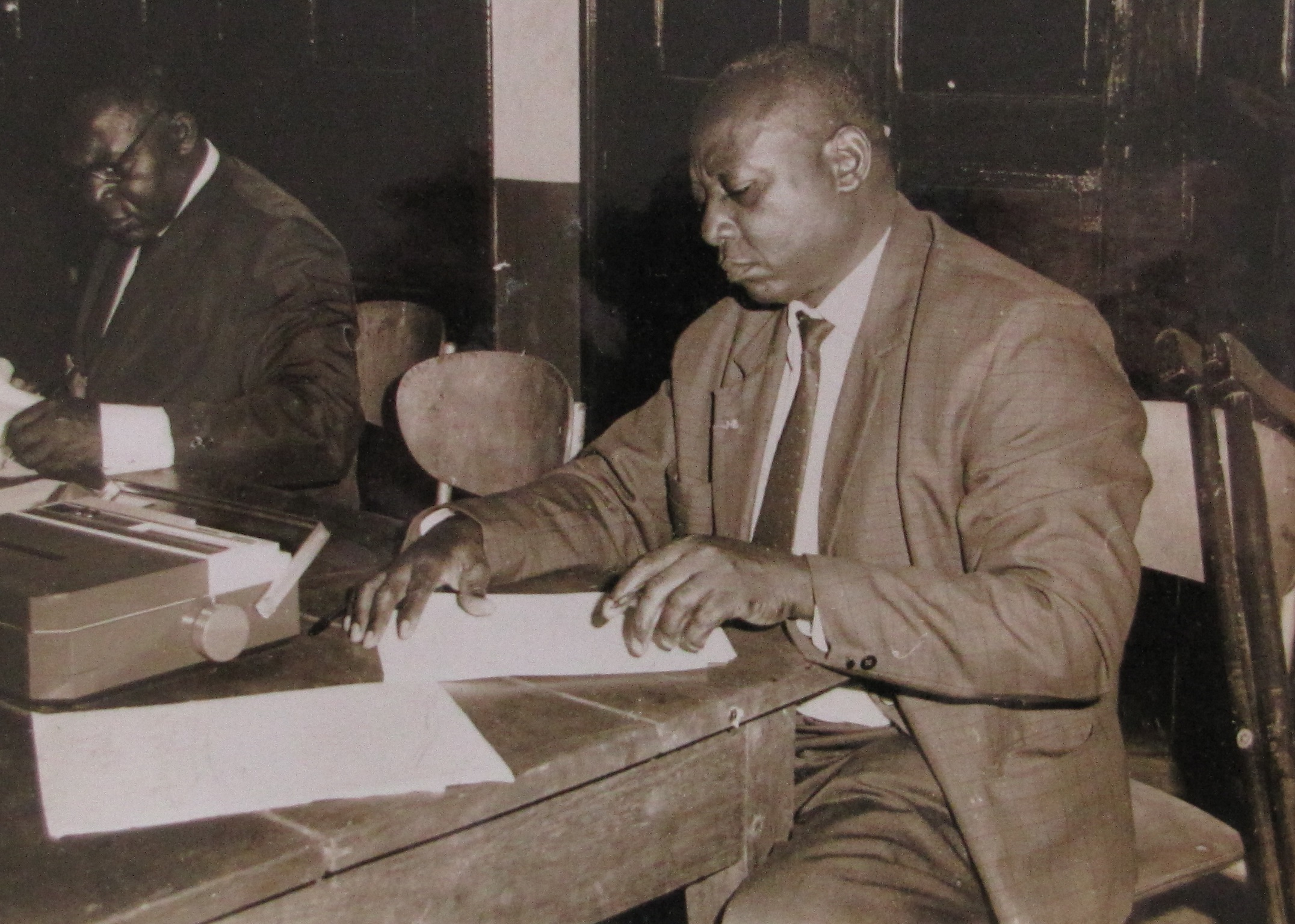
Raphaël Onana, juge de la justice militaire française (Union française) en 1946.

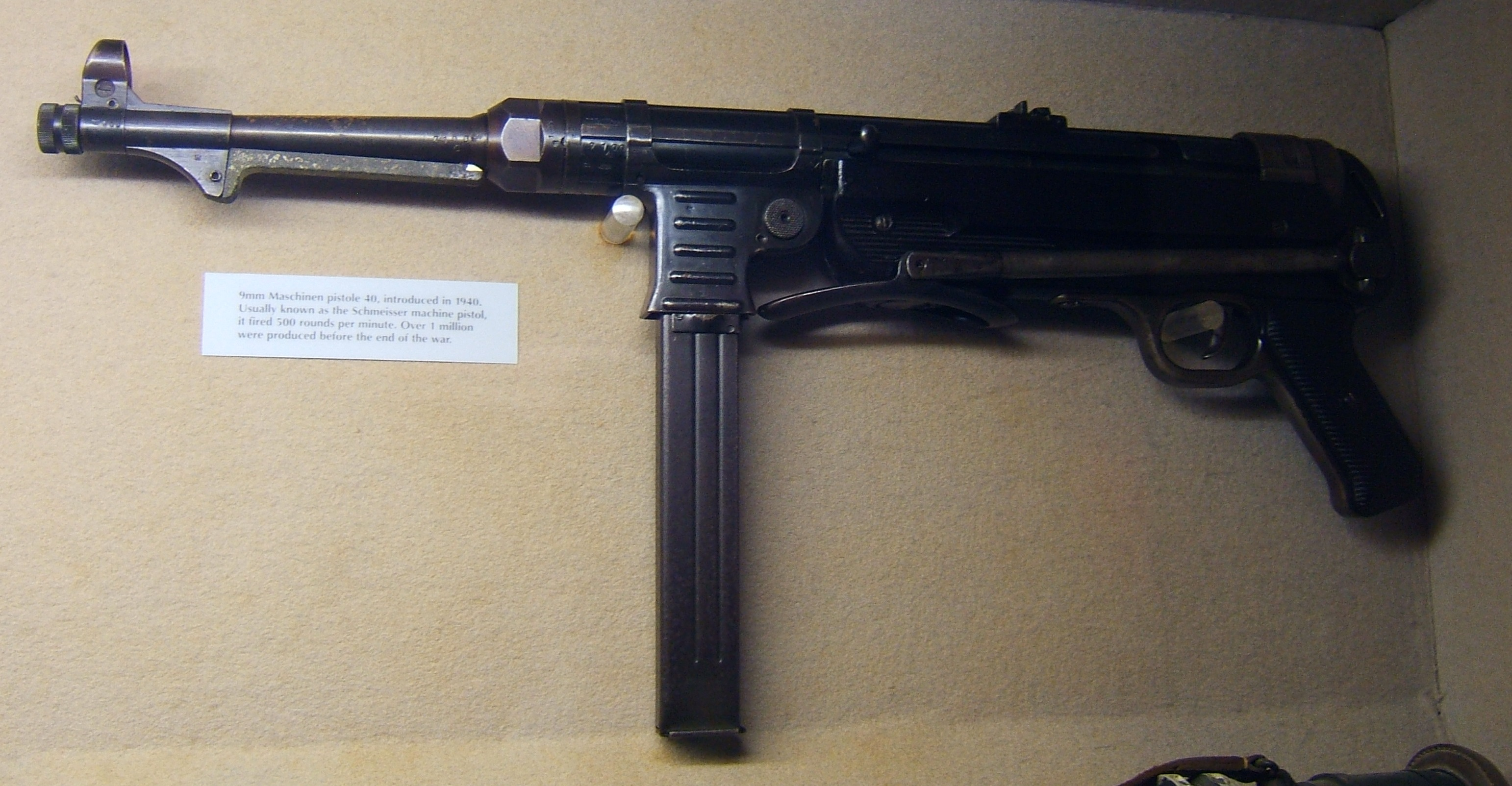
Pistolet mitrailleur de type MP40.

Son co-auteur, Patrice Étoundi-M'Balla, est un journaliste des chroniques du quotidien Le Jour.

## Prix et distinctions
- Médaille militaire ;
- Croix de guerre 1939-1945, avec palme de bronze, décret du général de Gaulle en date du 2 juin 1943 ;
- Insigne des blessés militaires ;
- Médaille commémorative des services volontaires dans la France libre ;
- Médaille commémorative de la guerre 1939-1945 ;
- Ordre national du Mérite par décret du président de la république française du 21 décembre 1962 ;
- Chevalier de l'ordre national de la Légion d'honneur ;
- Officier de l'ordre national du Cameroun.

## Pour approfondir